# 八大優頻道
八大優頻道，八大電視旗下頻道，是中華電信MOD的特規頻道。

## 沿革
- 2013年11月20日，國家通訊傳播委員會第556次會議，通過八大電視經營「八大HD戲劇台」。
- 2015年1月20日，八大HD戲劇台正式開播。大多數於八大家族播出的節目，若版權允許，會在八大HD戲劇台播出。
- 2016年10月1日，八大HD戲劇台停播，並從中華電信MOD下架。
- 2019年8月1日，以八大優頻道名稱重新上架中華電信MOD321頻道。

## 播映節目
以旗下三個頻道八大第一台、八大綜合台、八大戲劇台、八大娛樂k台的節目為主，重新編排播出。

## 外部連結
- 八大優頻道 （页面存档备份，存于）
- 321 八大優頻道 - 中華電信 MOD 網站 （页面存档备份，存于）